# Tante Leen

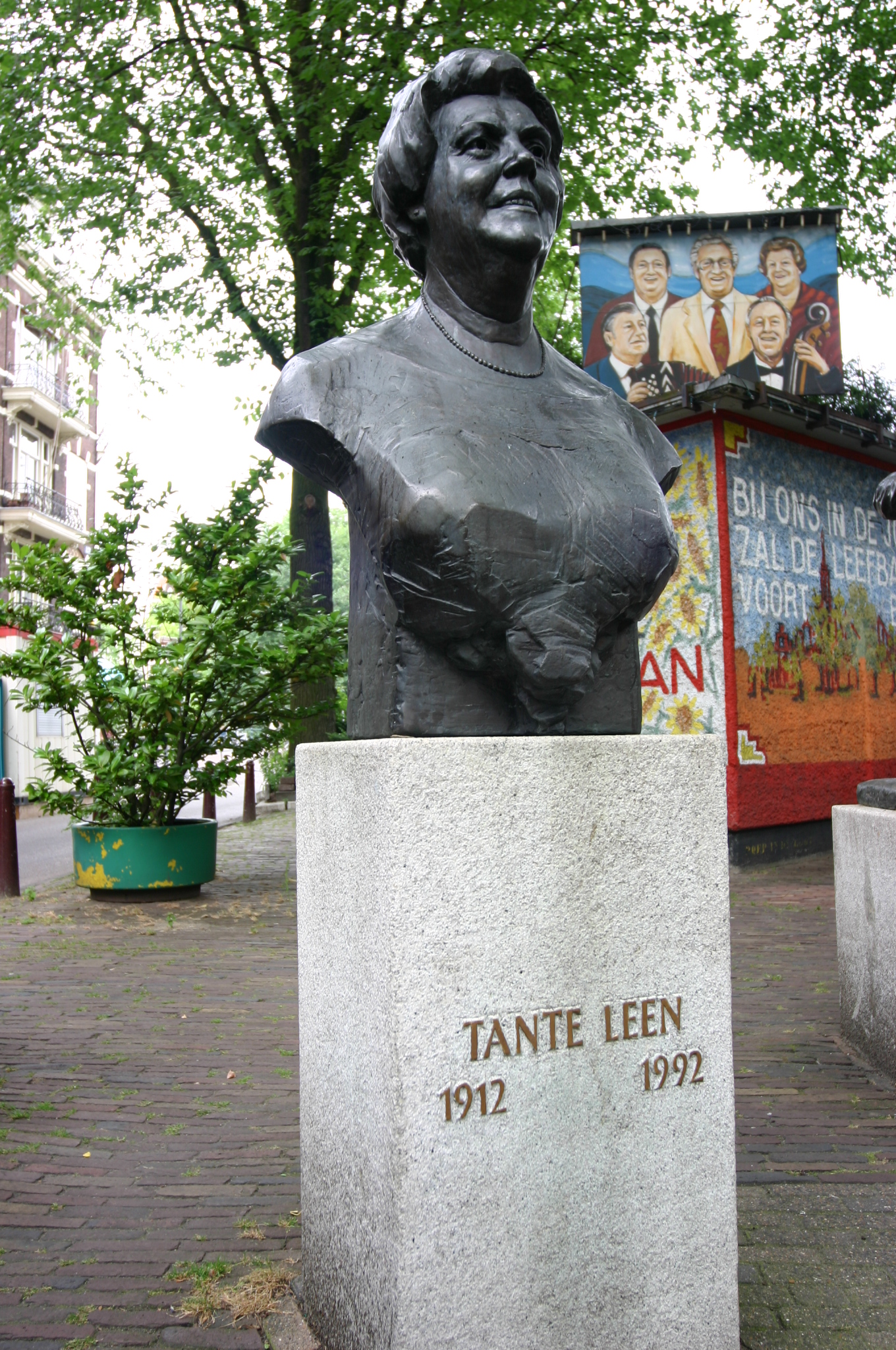
Borstbeeld Tante Leen

Tante Leen (Amsterdam, 28 januari 1912 – aldaar, 5 augustus 1992), werkelijke naam Helena Kok-Polder, was een Nederlandse volkszangeres uit de Jordaan. Samen met Johnny Jordaan mag zij aanspraak doen gelden op de Bovema-titel "de Beste Stem van de Jordaan".

## Carrière
Helena Polder was het 15e kind van de 16 kinderen van Gerardus Cornelis Polder en Johanna Jacoba Cornelisse. Ze groeide in betrekkelijke armoede op in de Lindengracht (dan al straat) en de Willemsstraat. Zij trouwde op haar 20e met Andries Kok, die in 1944 als dwangarbeider in Bremen omkwam bij een bombardement. Tante Leen trad pas op 43-jarige leeftijd voor het eerst op. Daarvoor verdiende ze de kost als schoonmaakster en garnalenpelster. Bezoekers van het café waar ze werkte, waar zij ook zong om de gasten te vermaken, schreven haar in voor een talentenjacht die platenmaatschappij Bovema in 1955 had uitgeschreven om de Beste Stem van de Jordaan te vinden. Ze behaalde de tweede plaats achter Johnny Jordaan.
Tante Leen trad vaak op samen met haar goede vriend Johnny Jordaan en werd vaak begeleid door accordeonisten als Jan Schallig. Veel van haar teksten waren van de hand van Jaap Valkhoff. Haar grootste hit had ze met het nummer Oh, Johnny (1956) dat gericht is aan Johnny Jordaan. Die antwoordde in 1967 met het lied Tante Leen van Harry de Groot (Imperial IH 827, B-kant van Een pikketanussie).
Vanaf 1960 had Tante Leen samen met haar tweede partner 'Ome' Bram Jansen (1910-1986) het eigen Café Royal aan de Nieuwendijk 103 (woonde daar ook), waar ze iedere dag optrad. In 1947 kregen ze ongetrouwd een zoon, Freddie (Frederik Jansen) genaamd. Haar lied Kleine kinderen worden groot (1967) is aan hem gericht. In 1968 werd ze uitgenodigd om Nederland te vertegenwoordigen op het Eurovisiesongfestival, maar zij sloeg de uitnodiging af. Ze zag het zingen in het Engels niet zitten ("Ik ken geen Engels"), mochten uit het songfestival optredens aldaar voortvloeien. Later trad ze op in Nederlandse gemeenschappen in de Verenigde Staten en Canada. Ze zong niet alleen levensliederen, maar ook cabaretachtige liedjes van Eduard Jacobs (bijvoorbeeld in een televisieprogramma van Wim Ibo).
Zij beëindigde vanwege gezondheidsklachten haar zangcarrière in 1975 (Café Royal ging ook dicht) en bracht het laatste jaar van haar leven door in een rolstoel in het verzorgingshuis De Poort aan de Hugo de Grootkade.

## Eerbetoon
Ze kreeg gedurende haar leven titels als "Peetmoeder van de Jordaan", "Keizerin van de Jordaan", "Nachtegaal uit de Willemsstraat". Ze was sinds 1983 in het bezit van de eremedaille in goud in de Orde van Oranje-Nassau. In 1994 werd voor haar een borstbeeld opgericht op het pleintje aan het begin van de Elandsgracht. Haar beeld kwam naast dat van Johnny Jordaan te staan. Het plein heet sinds 1995 Johnny Jordaanplein. In november 2022 bevestigde Street Art Frankey een plaquette aan een tramhalte aan de Middenweg; Tante Leen was een fan van AFC Ajax in de periode van Stadion De Meer aan die straat:
Ik ben mesjogge met Ajax dat cluppie uit De Meer vandaan
Ik ben mesjogge met Ajax, daar ben ik niet weg te slaan

## Discografie

### Singles
| Single met hitnotering(en) in de Vlaamse Ultratop 50 | Datum van verschijnen | Datum van binnenkomst | Hoogste positie | Aantal weken | Opmerkingen |
| ---------------------------------------------------- | --------------------- | --------------------- | --------------- | ------------ | ----------- |
| Oh Johnny                                            | 1956                  | 01-08-1956            | 1(3wk)          | 32           |             |
| Ik kan vergeven                                      | 1956                  | 01-11-1956            | 7               | 12           |             |

### Dvd's

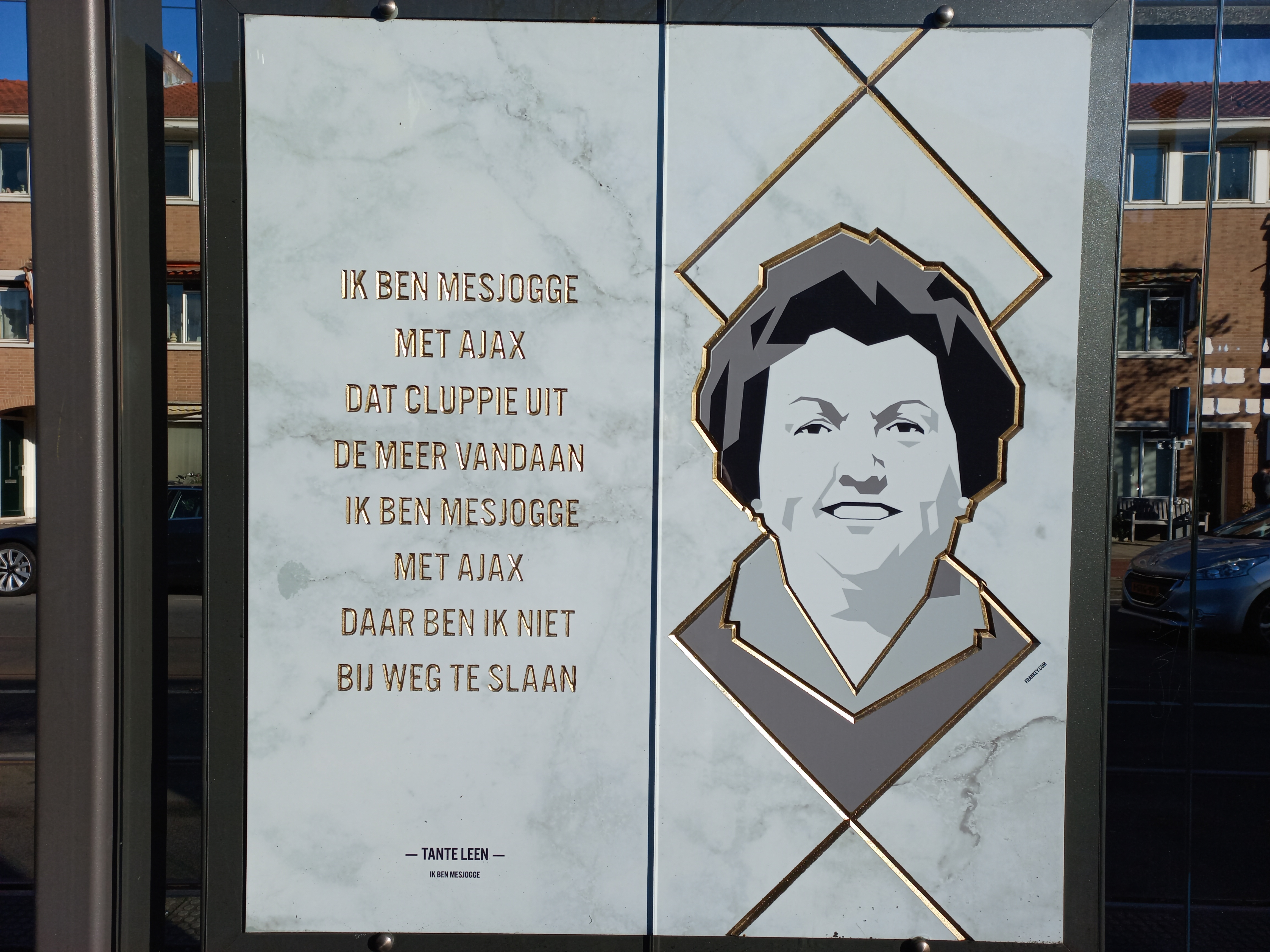
Tante Leen door Frankey (november 2022)

| Dvd's met hitnoteringen in de Nederlandse Music Top 30 | Datum van verschijnen | Datum van binnenkomst | Hoogste positie | Aantal weken | Opmerkingen                        |
| ------------------------------------------------------ | --------------------- | --------------------- | --------------- | ------------ | ---------------------------------- |
| Bij ons in de Jordaan                                  | 2005                  | 17-09-2005            | 1(3wk)          | 13           | met Johnny Jordaan & Willy Alberti |